# Наше сердце (фильм)
«На́ше се́рдце» — советский художественный фильм Александра Столпера, снятый в 1946 году на киностудии «Мосфильм». Вышел на экраны 16 апреля 1947 года.

## Сюжет
О новаторстве работников советской авиационной промышленности в годы Великой Отечественной войны.
Отважный летчик-истребитель Саша Самохин воюет на передовой и разрабатывает новую тактику ведения воздушного боя. В далеком от Москвы городе на авиационном заводе под руководством конструктора Казакова проектируется новый сверхскоростной самолёт. Когда в Москве дают разрешение собрать этот самолёт, на его испытания в тыл прибывает истребитель-фронтовик Самохин, ставший уже Героем Советского Союза. Казавшаяся ему необязательной командировка выводит его из обычного состояния уверенности. Но проект нового самолёта увлекает Самохина и тот включается в напряжённую работу завода.

## В ролях
- Михаил Кузнецов — Александр Васильевич Самохин, лётчик-истребитель
- Владимир Дружников — Сергей Митрофанович Казаков, авиаконструктор
- Нина Зорская — Ольга Петровна Корнеева
- Виктория Германова — Варвара Ивановна
- Юрий Любимов — Яков Лапшин, лётчик-истребитель, «воздушная тень Самохина»
- Андрей Петров — Андрей Гусенко, «Гусь», лётчик-истребитель
- Василий Зайчиков — Потапыч, авиаконструктор
- Нина Архипова — Катя, учительница
- Александр Ханов — Зуров, полковник

## Съёмочная группа
- сценарий — Евгений Габрилович, Борис Галин, Николай Денисов
- режиссёр-постановщик — Александр Столпер
- оператор-постановщик — Валентин Павлов при участии Сергея Уралова
- художник-постановщик — Иосиф Шпинель
- композитор — Николай Крюков